# Palazzo Venezia (Nápoles)
El Palazzo Venezia, también conocido como Palazzo Capone San Marco, es un palacio monumental de Nápoles, Italia. Está ubicado en Spaccanapoli, en pleno centro histórico de la ciudad, y es un testimonio histórico de cuatro siglos de relaciones políticas y económicas entre el Reino de Nápoles y la República de Venecia.
Una parte del apartamento histórico en la primera planta se puede visitar gratuitamente; alberga un festival de música, eventos y exposiciones temporales y permanentes de artes aplicadas (pesebres, porcelanas, etc.).

## Historia

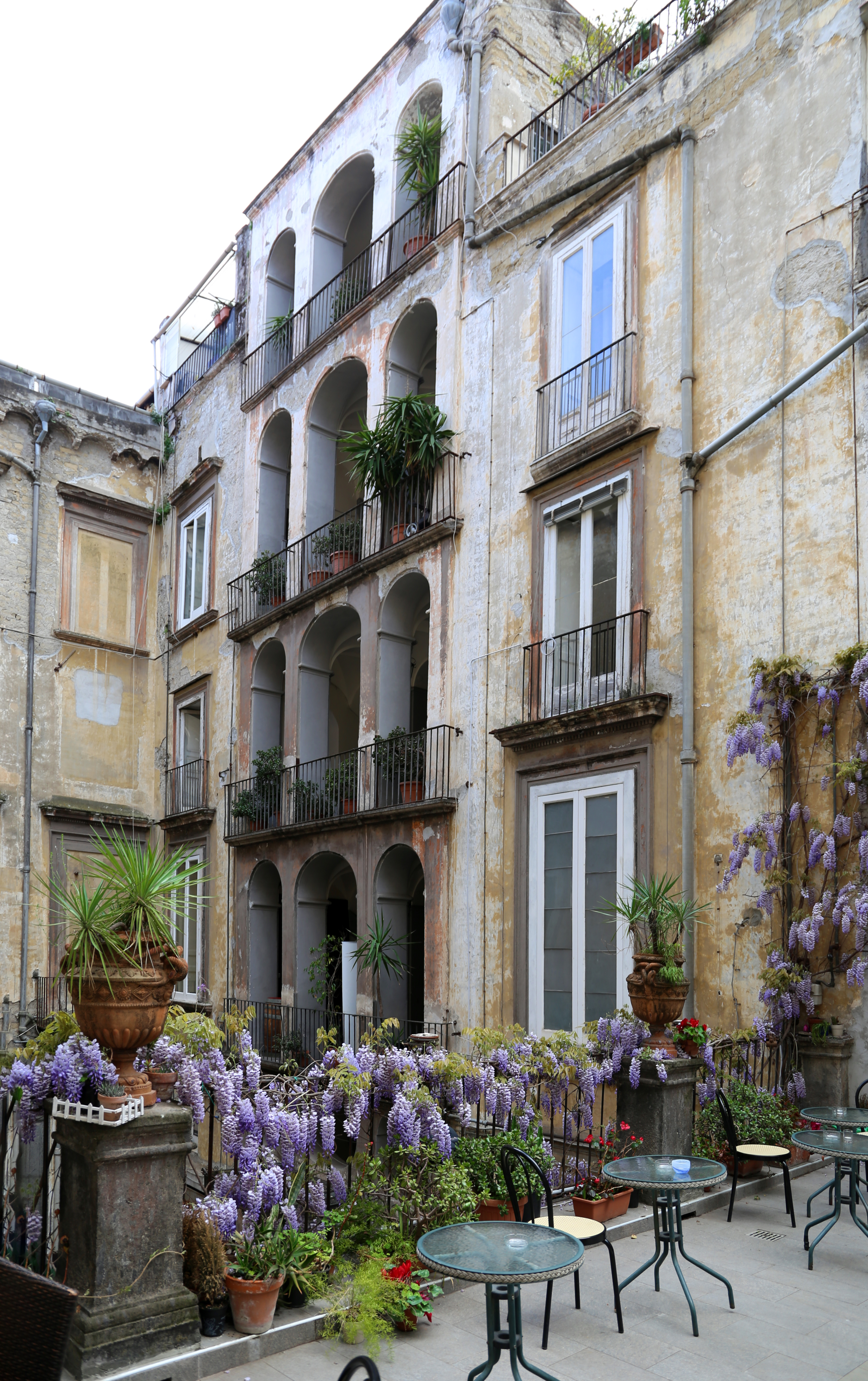
La escalera monumental vista desde el jardín colgante.

El Palacio, anteriormente propiedad de la familia Sanseverino di Matera, fue regalado por el rey Ladislao I de Nápoles a la República de Venecia alrededor de 1412, para que fuera utilizado como residencia de los cónsules generales venecianos en Nápoles.
Como se deduce de un documento de concesión al dux de Venecia Michele Steno, el Palacio se extendía desde el convento de Santo Domingo hasta los terrenos donde en 1512 fue reconstruido y ampliado el Palazzo Filomarino.
Durante la guerra de sucesión entre Renato I de Anjou y Alfonso V de Aragón, Amerigo Sanseverino, conde de Capaccio, ocupó el edificio reclamando su derecho de herencia, aprovechando de la fuga de los diplomáticos venecians; sin embargo, Alfonso V confirmó la cesión a la República de Venecia. A mediados del siglo XVI, el edificio cayó en la ruina y fue renovado de la mano de Giuseppe Zono por decreto del Senado veneciano, como recuerda una placa en latín colocada por el mismo Zono.
En 1646, se produjo otra renovación por la voluntad de Pietro Dolce, de la mano de Cosimo Fanzago y Bartolomeo Picchiatti; probablemente, a este periodo se remonta la realización de la escalera monumental (ampliada a comienzos del siglo XVII). Durante la epidemia de peste de 1656, el Palacio fue abandonado por los embajadores venecianos y utilizado para  almacenar los cuerpos de los fallecidos. Tras ser gravemente dañado por el terremoto del 5 de junio de 1688, el edificio fue renovado por completo por Antonio Maria Vincenti. Posteriormente, Cesare Vignola fue encargado de renovar el edificio y rehacer el jardín colgante, ya que en 1756 un ala del edificio, ocupada por el jardín, fue cedida al príncipe Filomarino di Roccella, propietario del colindante Palazzo Filomarino. En 1797, el Palacio dejó de ser la sede de la embajada de Venecia en Nápoles.
Después del Tratado de Campo Formio y del Congreso de Viena, en 1816, el edificio pasó a ser propiedad del Imperio austríaco; posteriormente, fue vendido al jurista Gaspare Capone, quien lo adquirió por 10.350 ducados y ordenó una ulterior reforma, para adaptar el Palacio al estilo arquitectónico de la época. A este periodo se remontan las renovaciones de los jardines y la construcción de la casina pompeiana en la planta noble; en la bóveda del vestíbulo de la portada exterior fue pintado el escudo de armas del marquesado de los Capone. Posteriormente, Clotilde Capone se casó con el duque Leonardo Tixon di Vidaurres. Actualmente, la familia Tixon aún mantiene la propiedad del Palazzo Venezia. 

## Descripción

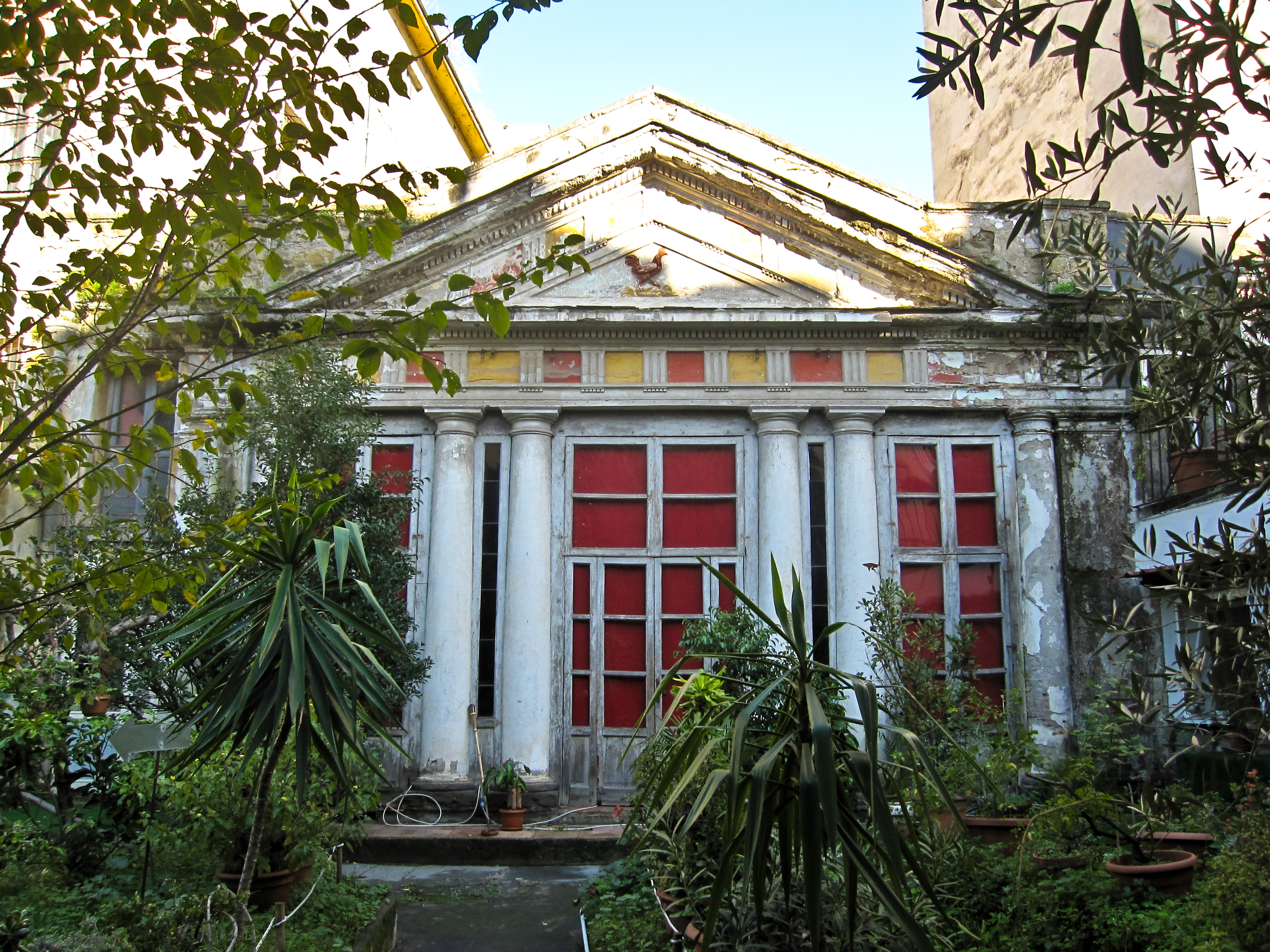
La casina pompeiana.

Al Palacio se accede a través de una portada de roca piperno, de estilo sencillo, con un vestíbulo en cuya bóveda está pintado el escudo de la familia Capone.
El patio se caracteriza por tres fachadas: la central es más baja que las laterales y, probablemente, servía de entrada a los establos. La escalera monumental se extiende en toda la altura de su desarrollo en el lado izquiero del patio, con un diseño típico de las escaleras históricas napolitanas (tres tramos que dan al patio interior a través de la abertura de arcos de medio punto, de los cuales los centrales son un poco más amplios que los laterales). En las paredes del patio y de la escalera monumental se pueden admirar varias placas conmemorando las reformas y los cambios de propiedad del Palacio.
Las decoraciones al fresco de los interiores se han perdido en su mayoría. En la primera planta aún se encuentra el jardín colgante con su casina pompeiana, construcción añadida en la época neoclásica, cuya fachada está formada por tres tramos separados por columnas emparejadas de orden dórico y está coronada por un amplio tímpano. En el jardín situado ante la casina está situada una pequeña capilla llamada "grotta della Madonnina" (gruta de la Virgencita), mientras que en el jardín de atrás se encuentran otras camas de flores.

## Galería

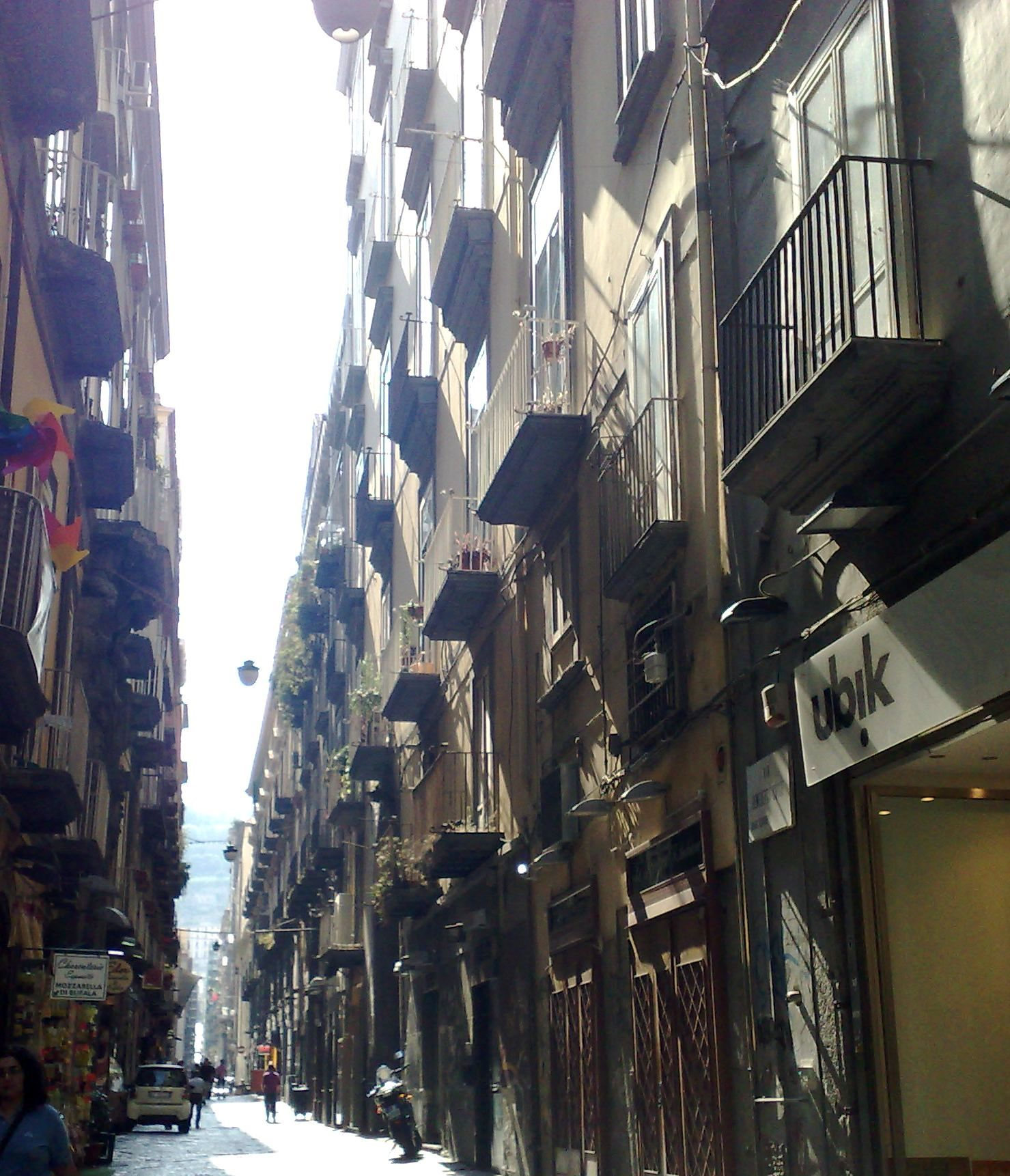
Fachada.
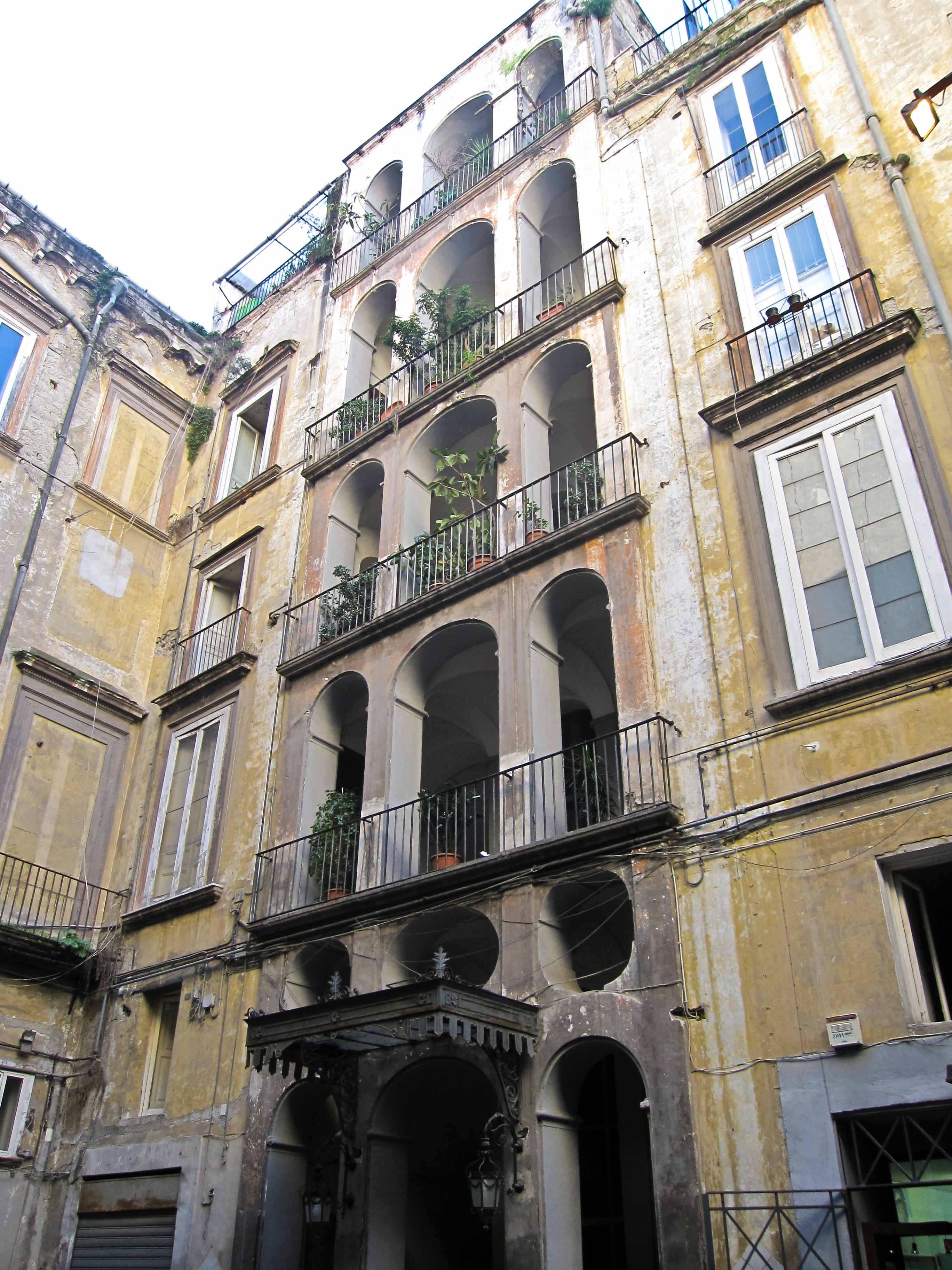
Escalera monumental.
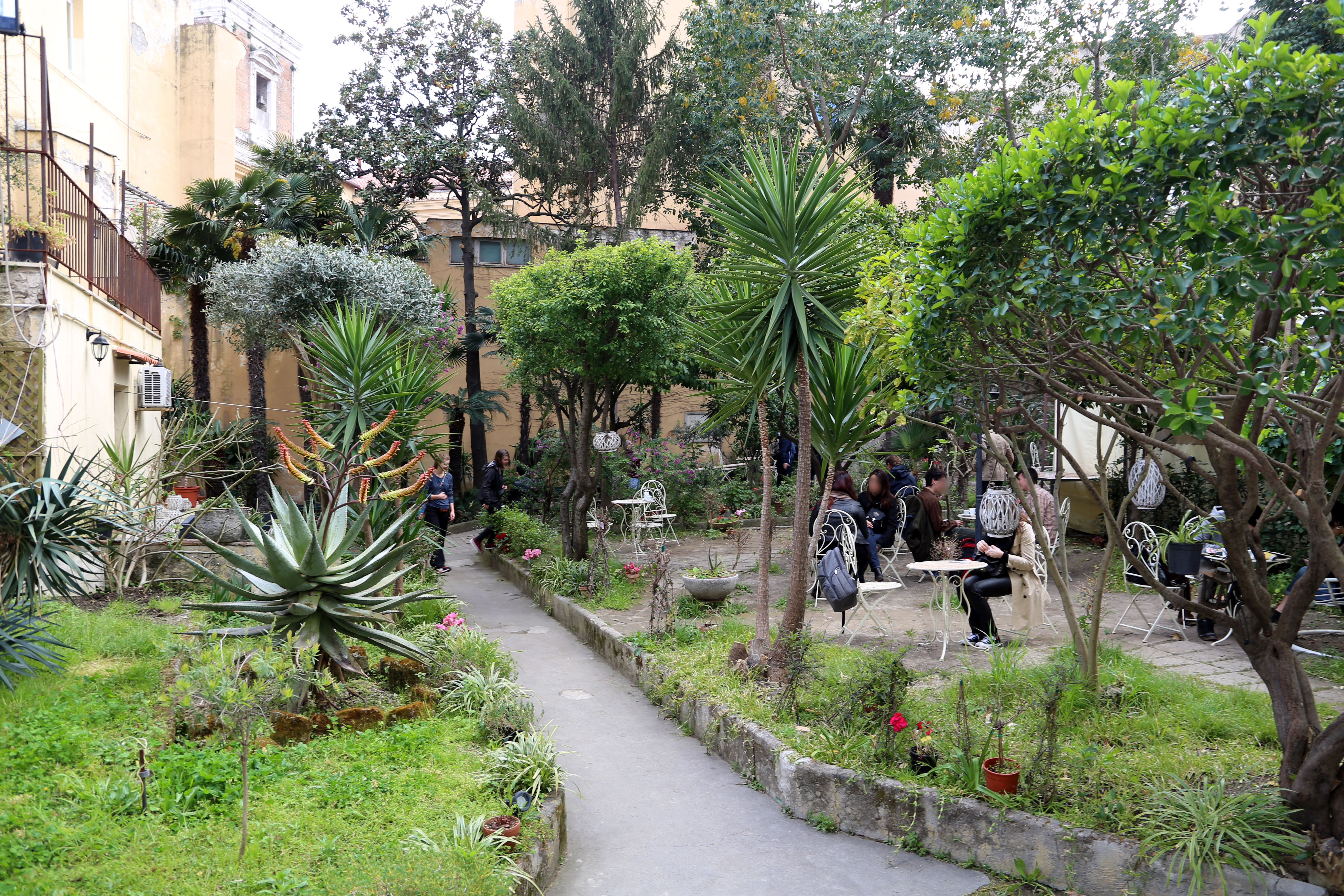
Jardín colgante.
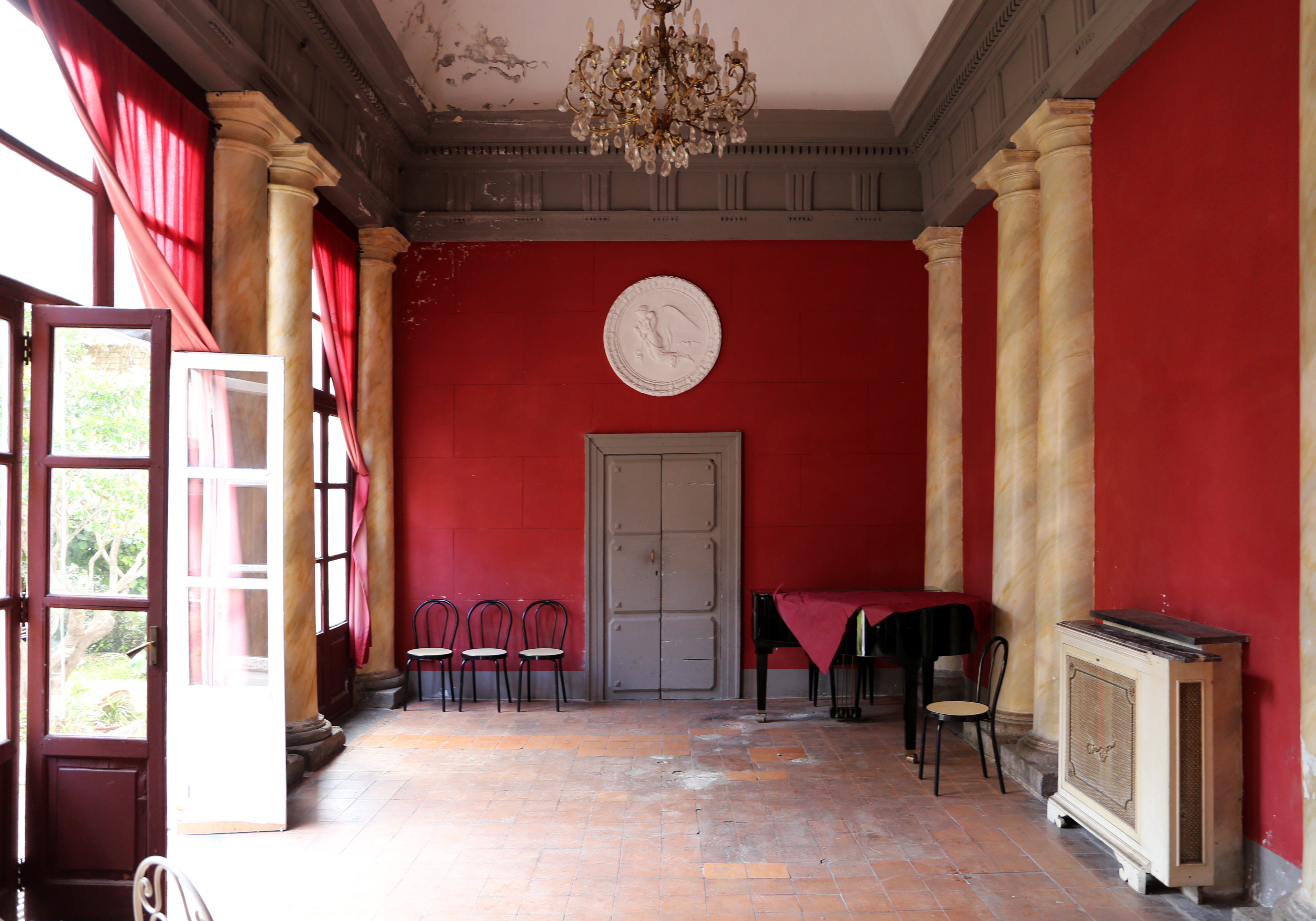
Sala neoclásica al lado del jardín.
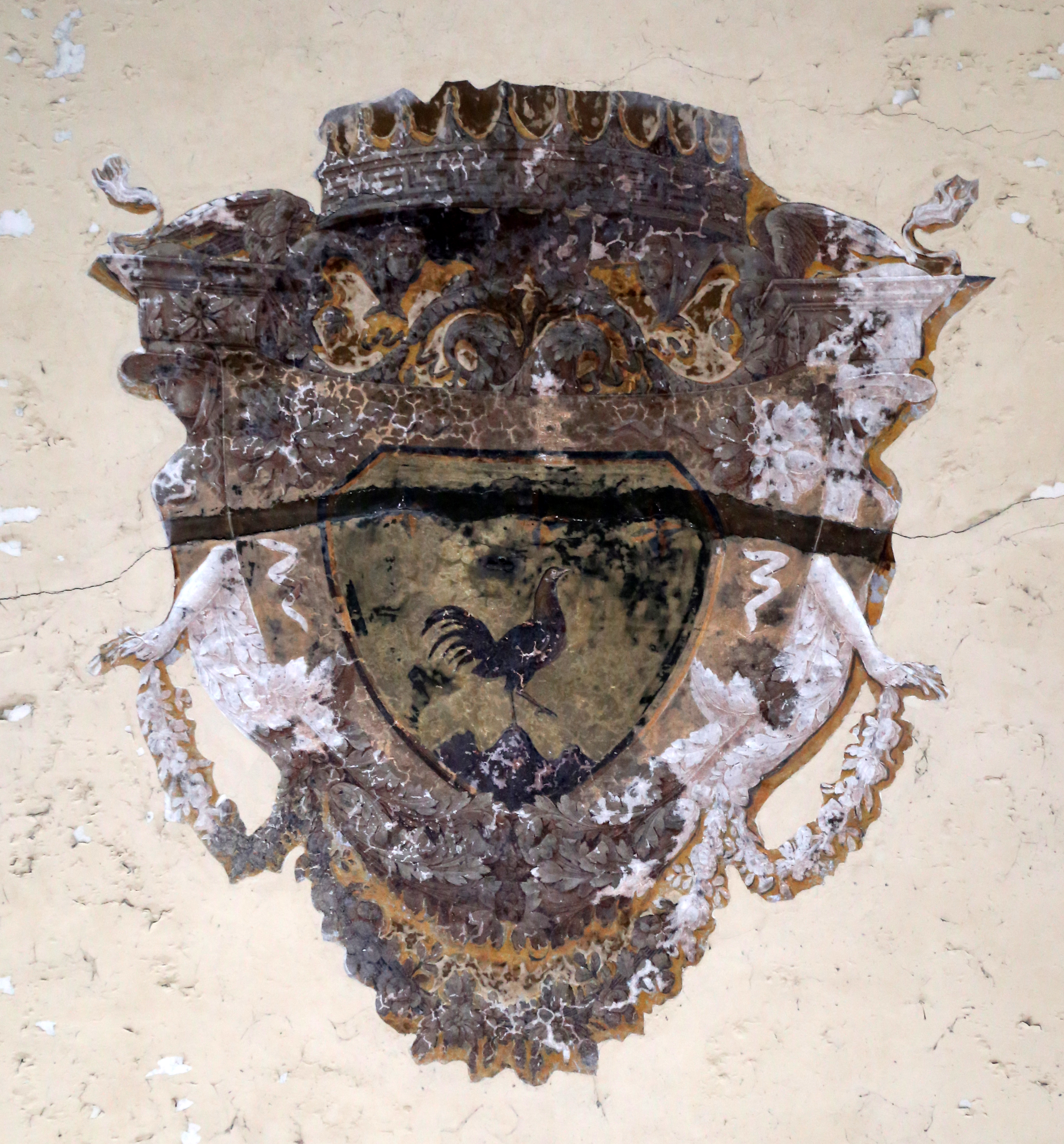
Escudo de armas en el vestíbulo.